# NWOBHM (EP)
NWOBHM es un EP de la banda noruega de black metal, Darkthrone y fuepublicado en verano de 2007 como un adelanto del álbum F.O.A.D.. NWOBHM suele hacer referencia a New Wave of British Heavy Metal (Nueva Ola del Heavy Metal Británico) pero en este caso significa "New Wave of Black Heavy Metal" (Nueva Ola del Black Heavy Metal).
Hay cuatro canciones en la versión en CD y sólo dos en la versión en vinilo. También contiene una versión de la canción de Wisdom Of The Dead y una versión de Canadian Metal con distintas letras, además de la versión de la banda Testors, Bad Attitude que fue incluida originalmente en el EP Forebyggende Krig.

## Lista de canciones
1. "Wisdom Of The Dead" - 4:06
2. "Canadian Metal" - 4:39
3. "Hedninger Fra Helvete" - 5:12
4. "Bad Attitude" (cover de Testors) - 1:47

## Lista de canciones del vinilo
1. "Hedninger Fra Helvete" - 5:12
2. "Canadian Metal" - 4:39

- Datos: Q1755468